# Göran Wallén
Göran Robert Wallén, född 18 april 1933 i Norrköpings Sankt Olai församling i Östergötlands län, är en svensk militär.

## Biografi
Wallén avlade sjöofficersexamen 1956 och utnämndes samma år till fänrik i flottan. Han gjorde som subaltern sjötjänst på minfartyg, fregatt, jagare, torpedbåt och motortorpedbåt. Han befordrades 1965 till kapten, 1970 till kommendörkapten av andra graden och 1972 till kommendörkapten. Bland tidigare tjänstgöringar märks att han var förste flottiljadjutant i 1. jagarflottiljen, flaggadjutant vid chefens för Kustflottans stab och chef för 13. torpedbåtsdivisionen. Från 1974 var han chef för Organisationsavdelningen i Sektion 3 i Försvarsstaben. Efter att ha befordrats till kommendör var han chef för 1. ytattackflottiljen 1979–1980. Han var chef för Operationsledningen i Östra militärområdet 1982–1984 och befordrades 1983 till kommendör av första graden. Han  befordrades 1984 till konteramiral och var 1984–1988 stabschef i Södra militärområdet. Åren 1988–1993 stod han till överbefälhavarens förfogande som militär rådgivare vid Europeiska säkerhetskonferensen i Wien.
Göran Wallén invaldes 1978 som ledamot av Kungliga Örlogsmannasällskapet.
Wallén var 2001–2002 militär expert i Säkerhetspolitiska utredningen.

## Utmärkelser
- Riddare av Svärdsorden, 6 juni 1973.[15]